# Pseudonautia nigropicta
Pseudonautia nigropicta är en insektsart som beskrevs av Marius Descamps 1978. Pseudonautia nigropicta ingår i släktet Pseudonautia och familjen Romaleidae. Inga underarter finns listade i Catalogue of Life.